# Море. Горы. Керамзит
«Море. Горы. Керамзит» — российский телесериал Тиграна Кеосаяна, рассказывающий о любви на фоне олимпийской стройки и о неоднозначной реакции жителей Сочи и других прибрежных городов и поселков на серьёзные изменения, вошедшие в их жизнь вместе с Олимпиадой. Комедийный телесериал, рассказывающий о том, как строились олимпийские объекты в Сочи, как эта большая стройка повлияла на жизнь местного населения. Режиссёром фильма стал актёр и ведущий Тигран Кеосаян, снявший в свое время такие фильмы, как «Ландыш серебристый» и «Бедная Саша».

## Критика
Антон Долин: «Перед вами образцовая путинская утопия, та самая вымышленная „Россия сегодня“, которую, как всем известно, возглавляет сценаристка Маргарита Симоньян. Наконец-то есть возможность изучить её во всех деталях».
Проект включён в рейтинг «Самые странные сериалы» по версии портала «Киноафиша».